# Josef Obererlacher
Josef Obererlacher (* 15. Januar 1964) ist ein österreichischer Biathlontrainer und ehemaliger Biathlet.
Josef Obererlacher bestritt zu Beginn der 1990er Jahre mehrere Rennen im Biathlon-Weltcup für das österreichische Nationalteam. Bestes Resultat wurde ein 60. Rang zu Beginn der Saison 1993/94 bei einem Einzel in Bad Gastein. National gewann er 1992 gewann er gemeinsam mit Anton Lengauer-Stockner und Hannes Obererlacher den Titel im Staffelwettbewerb. Ein Jahr später wurde er an der Seite von Reinhard Neuner und Gerhard Kitzbichler Dritter der Meisterschaften, 1994 wurde er mit Anton Lengauer-Stockner und Martin Pfurtscheller Vizemeister. Nachdem er zehn Jahre lang nicht mehr aktiv gewesen war, nahm er das Training wieder auf und gewann bei den World Winter Masters Games 2011 in Bled in seiner Altersklasse den Titel im Sprintrennen.
Nach seiner aktiven Karriere wurde Obererlacher 2001 staatlich geprüfter Skilanglauflehrer. Anschließend betreute er verschiedene Biathleten und war skitechnischer Betreuer für das österreichische Skinationalteam. Danach war er Trainer und Technik-Rennservicechef für die japanische Biathlon-Nationalmannschaft und technischer Berater eines Entwicklungsteams für Skiwachs. Daran schloss sich eine Tätigkeit als selbstständiger Stützpunkttrainer im Biathlonzentrum Obertilliach an. Ab 2010 war Obererlacher Cheftrainer des finnischen Biathlon-Nationalteams, wo er nicht nur für die Betreuung des Nationalteams, sondern auch für die Ausbildung von Biathlontrainern verantwortlich war. Mit Kaisa Mäkäräinen, für die er vorrangig als Schießtrainer zuständig war, gewann unter Obererlachers Ägide erstmals eine finnische Biathletin den Gesamtweltcup. Nach diesem Erfolg und nur einem Jahr, kehrte er mit Ende der Weltcupsaison 2010/11 Finnland den Rücken und war seitdem Trainer in der Biathlonmannschaft der Slowakei. In der Saison 2017/18 war Obererlacher Cheftrainer der belgischen Biathlonnationalmannschaft und betreute in dieser Funktion auch die von Deutschland bzw. Frankreich nach Belgien gewechselten Biathleten Michael Rösch und Florent Claude. Da die finanzielle Ausstattung für die Saison 2018/19 nicht ausreichend war, um „ein professionelles Umfeld zu garantieren“, entschieden Obererlacher und der belgische Verband, seinen Vertrag nicht zu verlängern.

## Biathlon-Weltcup-Platzierungen
Die Tabelle zeigt alle Platzierungen (je nach Austragungsjahr einschließlich Olympische Spiele und Weltmeisterschaften).
- 1.–3. Platz: Anzahl der Podiumsplatzierungen
- Top 10: Anzahl der Platzierungen unter den ersten zehn (einschließlich Podium)
- Punkteränge: Anzahl der Platzierungen innerhalb der Punkteränge (einschließlich Podium und Top 10)
- Starts: Anzahl gelaufener Rennen in der jeweiligen Disziplin

| Platzierung                                                   | Einzel | Sprint | Verfolgung | Massenstart | Team | Staffel | Gesamt |
| ------------------------------------------------------------- | ------ | ------ | ---------- | ----------- | ---- | ------- | ------ |
| 1. Platz                                                      |        |        |            |             |      |         |        |
| 2. Platz                                                      |        |        |            |             |      |         |        |
| 3. Platz                                                      |        |        |            |             |      |         |        |
| Top 10                                                        |        |        |            |             |      |         |        |
| Punkteränge                                                   |        |        |            |             |      |         |        |
| Starts                                                        | 3      | 3      |            |             |      |         | 6      |
| Stand: nach Karriereende, Daten möglicherweise nicht komplett |        |        |            |             |      |         |        |